# プログレスM-10
プログレスM-10はソビエト連邦が1991年にミール宇宙ステーションの補給のために打ち上げたプログレス補給船。プログレスを訪れた64機のプログレスのうち28機目であり、型式はプログレス-M (11F615A55)型であり、シリアル番号は211だった。

## 搭載貨物
ミールに搭乗していたミールEO-10のクルーのための食料、水、酸素や科学研究用の物品類、軌道補正とマニューバ用の燃料などが搭載されていた。また、地球へ装置類や試料を回収するためのVBKラドゥガカプセルも搭載されていた。

## 運用
プログレスM-10は1991年10月17日0時5分25秒(GMT)にバイコヌール宇宙基地1/5発射台からソユーズ-U2で打ち上げられた。飛行の後、ドッキングの試行を行ったが、1度目の試みは150mの距離に近づいた際、プログレス搭載コンピューターによって中止された。その後の2度目の試行で、4日の飛行の後、10月21日3時40分50秒(GMT)にミールのコアモジュール前方ポートにドッキングした。
91日間のドッキング中ミールは高度376kmから377kmの高度、51.6度の傾斜角の軌道を飛行していた。
1991年、ソビエト連邦によって打ち上げられたソユーズM-10であったが、ソビエト連邦は同年12月にソビエト連邦の崩壊を迎えた。プログレスM-10は他のソビエト連邦の宇宙開発資産の多くと同じくロシア連邦に継承された。
M-10は1992年1月20日7時13分44秒(GMT)にミールからドッキングを解除され、数時間後に軌道を離れ、太平洋上の大気圏に再突入し破壊された。ラドゥガカプセルは12時3分30秒(GMT)に着陸した。

## 註
1. 1 2 3 4  McDowell, Jonathan. “Satellite Catalog”.   Jonathan's Space Page. 2009年8月28日閲覧。
2. ↑  “Progress M-10”. NSSDC Master Catalog.   US National Space Science Data Center. 2009年8月28日閲覧。
3. ↑  Krebs, Gunter. “Progress-M 1 - 13, 15 - 37, 39 - 67 (11F615A55, 7KTGM)”.   Gunter's Space Page. 2009年8月28日閲覧。
4. 1 2  McDowell, Jonathan. “Launch Log”.   Jonathan's Space Page. 2009年8月28日閲覧。
5. ↑  Wade, Mark. “Progress M”.   Encyclopedia Astronautica. 2016年7月11日閲覧。
6. 1 2  Anikeev, Alexander. “Cargo spacecraft "Progress M-10"”.   Manned Astronautics - Figures & Facts. 2007年10月18日時点のオリジナルよりアーカイブ。2009年8月28日閲覧。